# 幸内纯一
幸内纯一（日语：／，1886年9月15日—1970年10月6日）是活跃于大正至昭和时代初期的日本漫画家、动画制作者，是日本最早期的动画电影制作人之一。他出生于冈山县，20岁左右在东京学习水彩画。之后，他成为日本首位职业漫画家北泽乐天的门生，开始创作政治讽刺漫画。
1917年，幸内纯一受电影制作公司小林商会的委托，参与制作了日本早期的动画电影。幸内纯一的代表作《塙凹内名刀之卷》是日本首批公开上映的动画电影之一，他也因此与下川凹天以及北山清太郎一起被称为“日本动画创始人”。1920年代，幸内纯一成立了“纯一映画创作社”，主要制作政党的宣传动画。虽然他在1930年短暂退出动画制作，但他在日本动画史上留下了重要的足迹。晚年，幸内纯一在《读卖新闻》等报社继续创作政治漫画，他的作品后来被数字化修复，并在日本国立电影资料馆长期展示。

## 生平
1886年9月15日，幸内纯一出生于冈山县。此后，全家搬到了东京。他有一个兄弟名叫秀夫，父亲幸内久太郎曾是一名佛教徒，之后转变为社会主义者。在幸内纯一还是个孩子的时候，他想成为一名画家，但当得知画家一生贫困后，他放弃了这个梦想。后来，受同学的影响，再次激起了他对画家的向往，于是他在20岁左右移居东京。为了学习水彩画，从1905年（明治38年）正月开始，他成为三宅克己的门生。1906年（明治39年）1月起，他在太平洋洋画会研究所进修了大约两年。经三宅的介绍，从1908年4月（明治41年）起他成为日本第一位职业漫画家北泽乐天的门生，并开始在杂志《东京小精灵》上绘制政治漫画。
1912年（大正1年），幸内纯一为大杉荣和荒畑寒村共同发行的思想文艺杂志《近代思想》（近代思想）绘制了卷头插图。北泽乐天于同年5月离开《东京小精灵》，而幸内纯一于同年12月加入东京每夕新闻社，负责该报头版政治讽刺漫画的绘制直至1917年2月。在此期间，他还为无政府主义运动的机关刊物绘制封面插图，并为《少女画报》投稿绘制故事插画。1916年（大正5年），幸内纯一还为同样是北泽的弟子、东京漫画会成员的下川凹天制作的《丑角肖像》（ポンチ肖像）撰写了卷首文章。
1917年（大正6年），当幸内纯一作为漫画家逐渐走红时，被立志制作日本第一部动画电影的小林喜三郎发掘，并于2月加入电影制作公司小林商会受托制作动画。由于父亲是机械工，幸内自己也对机械颇有研究，会亲自修理摄影机的小故障。同年6月30日，他与前川千帆合作，经过一番努力完成了首部作品《钝刀》（なまくら刀）以《塙凹内名刀之卷》为名在影院上映。这部作品比日本第一部动画电影、下川凹天的《凸坊新画帖 芋助猪狩之卷》晚了5个月。当时的电影杂志《活动之世界》（活動之世界）上发表了关于这部作品的影评，据说这是文献中记载的最早的动画影评。由此，他与北山清太郎和下川凹天一起被称为“日本动画创始人”。
然而，随着同年小林商会因经营困难停止电影制作并破产，幸内纯一于1918年（大正7年）2月进入东京每日新闻社，再次成为漫画家。在东京每日新闻社，他主要绘制政治漫画。同时，他也为第三次复刊的《东京小精灵》工作。根据杉本五郎的说法，幸内在这一时期并非完全专注于漫画创作，他还参与了动画影像的制作。1922年（大正11年）3月25日，幸内纯一与石田龙藏合作出版了收录讽刺漫画和时事评论的《空炮》（からでっぽう）。。
幸内纯一一直保持着与电影业界的联系。1923年（大正12年）末时，时任内务大臣兼帝都复兴院总裁的后藤新平向他提出请求，希望为自己的著作制作一部宣传动画。同年，幸内纯一成立了“纯一映画创作社”（スミカズ映画创作社），并将自己的私人宅邸改为动画制作工作室，开始制作动画。以东京都知事后藤新平的生平和业绩为题材的宣传动画《立于人气焦点的后藤新平》（人気の焦点に立てる後藤新平）于1924年（大正13年）2月在虎之门的复兴会馆内，作为政治家集会演讲的场合独家放映。此后，幸内纯一主要制作政党的宣传动画。1927年（昭和2年），他重返漫画家的身份，但在1930年（昭和5年）又重新开始制作动画，并制作了有声动画《断蛇》（ちょん切れ蛇），不过这部作品成为他最后的动画作品。纯一映画创作社的内成长起来包括为日本动画作出贡献的大藤信郎、加藤禎三以及西倉喜代治等。1932年（昭和7年），他加入读卖新闻社并绘制讽刺漫画，后来成为《时事新报》的绘画部部长。
1970年（昭和45年）10月6日，幸内纯一去世，享年84岁。2005年（平成17年）在東京國際動畫博覽會上，幸内纯一获得特别功劳奖。2007年（平成19年）7月，影像文化史学家松本夏树在大阪的古董市场购买了一台放映机和一个纸制的箱子，发现了装在其中的《塙凹内名刀之卷》和北山清太郎的《浦岛太郎》的胶片。这些胶片经过数字技术修复后，于2008年（平成20年）4月24日在東京國立近代美術館电影中心举办的“发掘的电影2008”展览上放映。随后，这些作品被日本国立电影资料馆作为常设展品展出。

## 主要作品
- 《塙凹内名刀之卷》[m] - 1917年6月30日（大正6年）
- 《茶目坊气枪之卷（日语：茶目坊空気銃の巻）》[n] - 1917年8月11日（大正6年）
- 《塙凹内河童祭（日语：塙凹内かっぱまつり）》[o] - 1917年（大正6年）
- 《兵六武者修行（日语：大石兵六夢物語#派生）》 - 1920年（大正9年）[41][42][p][q][r]
- 《立于人气焦点的后藤新平》（人気の焦点に立てる後藤新平） - 1924年2月（大正13年）[s]
- 《珠宝的低语》（宝珠のささやき） - 1924年（大正13年）[28][t]
- 《拯救国家》（国家を救へ） - 1925年9月（大正14年）[47][s]
- 《醒醒吧，选民们》（醒めよ有権者）——1925年9月（大正14年）[47][s]
- 《预算政治》（予算政治） - 1925年9月（大正14年）[47][s]
- 《市政改革》（市政刷新） - 1925年10月（大正14年）[47][s]
- 《电影演讲 政治伦理化 后藤新平》（映画演説 政治の倫理化 後藤新平） - 1926年1月（大正15年）[s]
- 《合作的力量》（協同の力）——1927年9月（昭和2年）[48][s]
- 《普选漫史 特别议会》（普選漫史 特別議会） - 1928年10月（昭和3年）[49][s]
- 《普选漫史 协定书之卷》（普選漫史 協定案の巻） - 1929年5月（昭和4年）[s]
- 《断蛇》（ちょん切れ蛇） - 1930年12月22日（昭和5年）

## 脚注

### 引文
1. 1 2  高橋光輝 & 津堅信之 (2011)，第24頁.
2. ↑  渡辺泰, 松本夏樹 & Frederick S Litten (2020)，第105-106頁，「漫画家、幸内純一の軌跡」.
3. 1 2  . 日本アニメーション映画クラシックス.   [2021-04-25] （日语）.
4. 1 2  薛扬 (2011)，第151頁.
5. ↑  堺利彥 (1954)，第155頁.
6. ↑  荒畑寒村 (1977)，第319頁.
7. 1 2  山口且訓 & 渡辺泰 (1977)，第29頁.
8. ↑  津堅信之 (2004)，第85頁.
9. 1 2 3 4 5  秋田孝宏 (2005)，第22頁.
10. 1 2 3 4 5 6 7  山口且訓 & 渡辺泰 (1977)，第10頁.
11. ↑   . 朝日新聞 夕刊 (朝日新聞社). 2012-09-24: 9 （日语）.
12. ↑  大城冝武 (1997)，第130-131頁.
13. 1 2  幸内純一 (1920).
14. ↑  翠川稔 (1993).
15. ↑  津堅信之 (2002)，第13頁.
16. ↑  京都新聞社 (1980)，第227頁.
17. ↑  田中惣五郎 (1955)，第334頁.
18. ↑  大笹吉雄 (1990)，第159頁.
19. 1 2  東京都現代美術館 (2004)，第34頁.
20. ↑  唐辛子 (2018)，第93頁.
21. ↑  Frederick S Litten (2013).
22. ↑  活動之世界編集部 (1917).
23. ↑  津堅信之 (2007)，第104頁.
24. ↑  山口且訓 & 渡辺泰 (1977)，第8頁.
25. ↑  Higuinen (2014)，第6-9頁.
26. ↑  . 东京国立近代美术馆. 2012-06-08. （原始内容存档于2015-01-21） （日语）.
27. ↑  清水勲 (1997)，第288頁.
28. 1 2 3 4 5  山口且訓 & 渡辺泰 (1977)，第15頁.
29. 1 2  唐辛子 (2018)，第95頁.
30. ↑  山口康男 (2004)，第47頁.
31. ↑  山口康男 (2004)，第47-48頁.
32. ↑  キネマ旬報社 (1973)，第30頁.
33. ↑  佐藤忠男 (2007)，第235頁.
34. ↑  . ねとらぼ (ITmedia). 2017-02-23  [2021-04-25] （日语）.
35. ↑  . 朝日新聞 (朝日新聞社). 2008-03-27. （原始内容存档于2018-01-30） （日语）.
36. ↑  . 東京国立近代美術館フィルムセンター. 東京国立近代美術館.   [2021-04-25]. （原始内容存档于2015-04-14） （日语）.
37. ↑  . 東京国立近代美術館フィルムセンター. 東京国立近代美術館.   [2021-04-25]. （原始内容存档于2021-09-17） （日语）.
38. ↑  山口且訓 & 渡辺泰 (1977)，第192頁.
39. 1 2  唐辛子 (2018)，第94頁.
40. ↑  Frederick S. Litten (2017)，第157頁.
41. ↑  . 東京国際アニメフェア2006.   [2021-04-25]. 原始内容存档于2021-04-29 （日语）.
42. ↑  . 日本映画情報システム. 文化庁.   [2021-04-25]. 原始内容存档于2021-12-15 （日语）.
43. ↑  なみきたかし (1990)，第411-412頁.
44. ↑  足立元 (2012).
45. ↑  山口且訓 & 渡辺泰 (1977)，第195頁.
46. ↑  玉井清 (2013)，第257頁.
47. 1 2 3 4  山口且訓 & 渡辺泰 (1977)，第194頁.
48. ↑  山口且訓 & 渡辺泰 (1977)，第196頁.
49. ↑  山口且訓 & 渡辺泰 (1977)，第198頁.